# 达玛沟乡
达玛沟乡，是中华人民共和国新疆维吾尔自治区和田地區策勒县下辖的一个乡镇级行政单位。

## 行政区划
达玛沟乡下辖以下地区：
达什库勒村、乔喀巴什村、喀什托格拉克村、依来克吾斯塘村、古勒铁日干村、琼库勒村、硝尔哈纳村、帕其砍特村、普拉克村、玛力喀勒干村、英吾斯塘村、曾旦库勒村、阿亚克乔喀巴什村、吐格曼村、乌喀里喀什村、普拉克奥尔曼村和喀克夏勒克村。

## 考古遺址
- 達瑪溝佛教遺址[3]

## 重大事件
- 2011年前後，當地大量古代文物遭盜掘破壞。[3]